# Niger Flora
Niger Flora (abreviado Niger Fl.) es un libro con ilustraciones y descripciones botánicas que fue escrito por el ilustrador botánico, botánico, micólogo, pteridólogo, briólogo, y algólogo inglés, William Jackson Hooker y publicado en el año 1849, con el nombre de Niger Flora, or, An enumeration of the plants of western tropical Africa, collected by the late Dr. Theodore Vogel, botanist to the voyage of the expedition sent by Her Britannic Majesty to the river Niger in 1841, under the command of Capt. H. D. Trotter, R.N., &c.; including Spicilegia gorgonea, by P. B. Webb, esq., and Flora nigritiana, by Dr. J. D. Hooker ... and George Bentham, esq. with a sketch of the life of Dr. Vogel.. London.